# Manuel Martí i Recober
Manuel Martí i Recober fou un enginyer i professor català. Nascut el 24 de gener de 1940 i mort el 5 de maig de 2016. Doctor Enginyer Industrial per la Universitat Politècnica de Catalunya i des de 1974 catedràtic del Departament d'Estadística i Investigació Operativa de la UPC. Fou el primer degà de la Facultat d'Informàtica de Barcelona entre els anys 1976 i 1979 i posteriorment va dirigir el grup que va preparar el Llibre blanc sobre les Telecomunicacions a Catalunya.
Va ser director general d'Universitats del Departament d'Ensenyament de la Generalitat de Catalunya i director de l'Oficina de Coordinació i Organització de les Proves d'Accés a la Universitat, càrrec que li va permetre estudiar el procés de transició entre l'ensenyament secundari i la universitat, cosa que li ha proporcionat un ampli coneixement del sistema educatiu a Catalunya. El 1992 va rebre la Medalla Narcís Monturiol al mèrit científic i el 2008 el Premi al Reconeixement Acadèmic del Col·legi d'Enginyers Industrials de Catalunya (COEIC).

## Obres
- La teoría de series temporalesuna evaluación crítica de los desarrollos más recientes Arxivat 2010-04-07 a Wayback Machine. (1981) amb Albert Prat i Bartés i Daniel Peña Sánchez de Rivera.
- El desarrollo de la LOGSE y las nuevas pruebas de acceso a la Universidad amb Ferran Ferrer i Anna Cuxart Jardì, Revista de educación núm 314, 1997 ISSN 0034-8082
- Estadística teòrica i aplicada (1981)
- Aplicación de la metodología de box-jenkins a la previsión de la punta mensual de carga de una empresa eléctrica (1978)
- Aspectos de la teoría de la decisión : comportamiento decisor (1976)
- Fundamentos teóricos del análisis de correspondencias binarias (1984)
- Previsió i sèries temporals : mètodes empírics, models ARIMA, metodologia i casos (1998)
- Les telecomunicacions (1992)